# Брюссельская конференция (1853)
Брюссельская морская конференция — международная конференция, состоявшаяся в 1853 году в городе Брюсселе по инициативе Соединённых Штатов Америки.
Конференция была созвана для составления однотипной системы метеорологических наблюдений на море и общего плана для наблюдения морских течений и ветров. В Брюссельской морской конференции приняли участие: Бельгия, Великобритания, Голландия, Дания, Норвегия, Португалия, Российская империя, Соединённые Штаты Америки, Франция и Швеция.
Председателем конференции был избран знаменитый бельгийский учёный-метеоролог Адольф Кетле; активное участие принимал в ней также Мэтью Фонтейн Мори. Представителем от России был назначен А. С. Горковенко.
Результатом конференции было согласие стран-участниц вести метеорологические журналы по одной общей форме.
Таким образом, после неё, на Российском императорском флоте (как и во флотах вышеназванных держав), на всех военных судах, метеорологические наблюдения стали вписываться в журналы, напечатанные по образцу, утверждённому Брюссельской морской конференцией, что весьма способствовало систематизации метеорологических наблюдений и выявлению в последних ключевых закономерностей.